# Championnats d'Europe de tir à l'arc 2012
Navigation
Édition précédente Édition suivante
Les championnats d'Europe de tir à l'arc 2012 sont une compétition sportive de tir à l'arc qui a été organisée en 2012 à Amsterdam, aux Pays-Bas. Il s'agit de la 22e édition des championnats d'Europe de tir à l'arc.

## Résultats[1]

### Classique
| Épreuves          | Or                                                             | Argent                                                | Bronze                                               |
| ----------------- | -------------------------------------------------------------- | ----------------------------------------------------- | ---------------------------------------------------- |
| Individuel hommes | Rick van der Ven Pays-Bas                                      | Klemen Strajhar Slovénie                              | Thomas Faucheron France                              |
| Individuel femmes | Ksenia Perova Russie                                           | Naomi Folkard Royaume-Uni                             | Cyrielle Cotry France                                |
| Par équipe hommes | Pays-Bas Rick van der Ven Sjef van den Berg Rick van den Oever | Italie Mauro Nespoli Michele Frangilli Marco Galiazzo | Ukraine Markiyan Ivashko Dmytro Hrachov Viktor Ruban |
| Par équipe femmes | France Bérengère Schuh Céline Bezault Cyrielle Cotry           | Espagne Iria Grandal Magali Foulon Helena Fernandez   | Allemagne Elena Richter Lisa Unruh Karina Winter     |
| Par équipe mixte  | Italie Mauro Nespoli Natalia Valeeva                           | Pologne Piotr Nowak Anna Szukalska                    | Turquie Yagiz Yilmaz Begul Lokluoglu                 |

### À poulie
| Épreuves          | Or                                                              | Argent                                                  | Bronze                                                   |
| ----------------- | --------------------------------------------------------------- | ------------------------------------------------------- | -------------------------------------------------------- |
| Individuel hommes | Sergio Pagni Italie                                             | Martin Damsbo Danemark                                  | Paul Titscher Allemagne                                  |
| Individuel femmes | Kristina Berger Allemagne                                       | Anastasia Anastasio Italie                              | Marcella Tonioli Italie                                  |
| Par équipe hommes | France Pierre Julien Deloche Dominique Genet Christophe Doussot | Royaume-Uni Duncan Busby Liam Grimwood Chris White      | Pays-Bas Peter Elzinger Mike Schloesser Ruben Bleyendaal |
| Par équipe femmes | Allemagne Kristina Berger Andrea Weihe Melanie Mikala           | Italie Marcella Tonioli Laura Longo Anastasia Anastasio | France Pascale Lebecque Caroline Martret Joanna Chessé   |
| Par équipe mixte  | Pays-Bas Peter Elzinger Inge van Caspel                         | Italie Sergio Pagni Marcella Tonioli                    | Russie Dmitry Kozhin Albina Loginova                     |